# Capitán (fútbol)

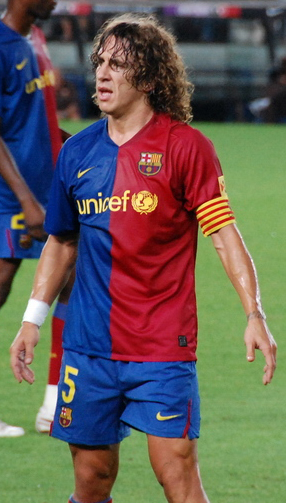
Carles Puyol, con el brazalete de capitán del FC Barcelona.

En el fútbol, el capitán es el futbolista escogido para ser cabeza o líder de un equipo o selección, representando dentro del campo de juego a todos sus compañeros frente a los árbitros del encuentro. En el terreno de juego se distingue de los demás por el brazalete que lleva en el brazo.

## Funciones
Entre las funciones del capitán de un equipo de fútbol se hallan:
- Representación del equipo frente a los árbitros y público en general.[2]
- Liderazgo, ejemplo e influencia positiva al interior de su equipo y club.[2][3]
- Favorecer la integración de los nuevos fichajes de un equipo.[3]
- Tanto en el camarín como en el campo de juego debe ser conciliador, solucionar problemas y levantar el ánimo del equipo ante las diferentes situaciones.[2][3]
- Tener a su cargo la organización y mando del equipo según las órdenes del entrenador.[2]
- Al inicio de cada partido, su función es la de participar en el sorteo de campos junto a los árbitros y al capitán del equipo contrario.[4]
- Tiene la representación del plantel de jugadores frente a la directiva del club o combinado nacional, o en actos institucionales de estos y frente a los medios de comunicación.[3]